# Lentinus stuppeus
Lentinus stuppeus är en svampart som beskrevs av Klotzsch 1833. Lentinus stuppeus ingår i släktet Lentinus och familjen Polyporaceae.   Inga underarter finns listade i Catalogue of Life.